# 229280 Sica
229280 Sica è un asteroide della fascia principale. Scoperto nel 2005, presenta un'orbita caratterizzata da un semiasse maggiore pari a 2,9943496 au e da un'eccentricità di 0,1009623, inclinata di 1,08225° rispetto all'eclittica.